# Pavetta pitardii
Pavetta pitardii är en måreväxtart som beskrevs av Cornelis Eliza Bertus Bremekamp. Pavetta pitardii ingår i släktet Pavetta och familjen måreväxter. Inga underarter finns listade i Catalogue of Life.